# Settembre eterno
Settembre eterno (in inglese Eternal September), anche chiamato settembre che non finì mai, settembre perpetuo e settembre infinito, è un'espressione gergale coniata da Dave Fischer in riferimento al generale decadimento degli standard culturali e comportamentali degli utenti di Usenet a partire, come il meme stesso suggerisce, da settembre 1993 a causa del pesante e continuo afflusso di nuove utenze non preventivamente educate alle regole di uso delle piattaforme di comunicazione all'epoca disponibili e dei comportamenti da tenere nelle comunicazioni fra utenti.
Tale modo di dire, di origine americana, deriva dal fatto che Usenet ― la cui rete accademica di interconnessione fu la base di partenza della struttura di Internet — era, un tempo, largamente diffuso presso le università, le quali iniziano i corsi in settembre.
Quindi, in tale mese, molte matricole facevano per la prima volta conoscenza con Usenet, l'apprendimento dei cui codici di linguaggio e comportamento (netiquette) necessitava di un certo periodo di tempo.
Di conseguenza, storicamente settembre era il mese in cui la rete doveva fronteggiare il più grosso arrivo di cosiddetti newbie (traducibile in italiano come ultimi arrivati o neofiti).

## Storia

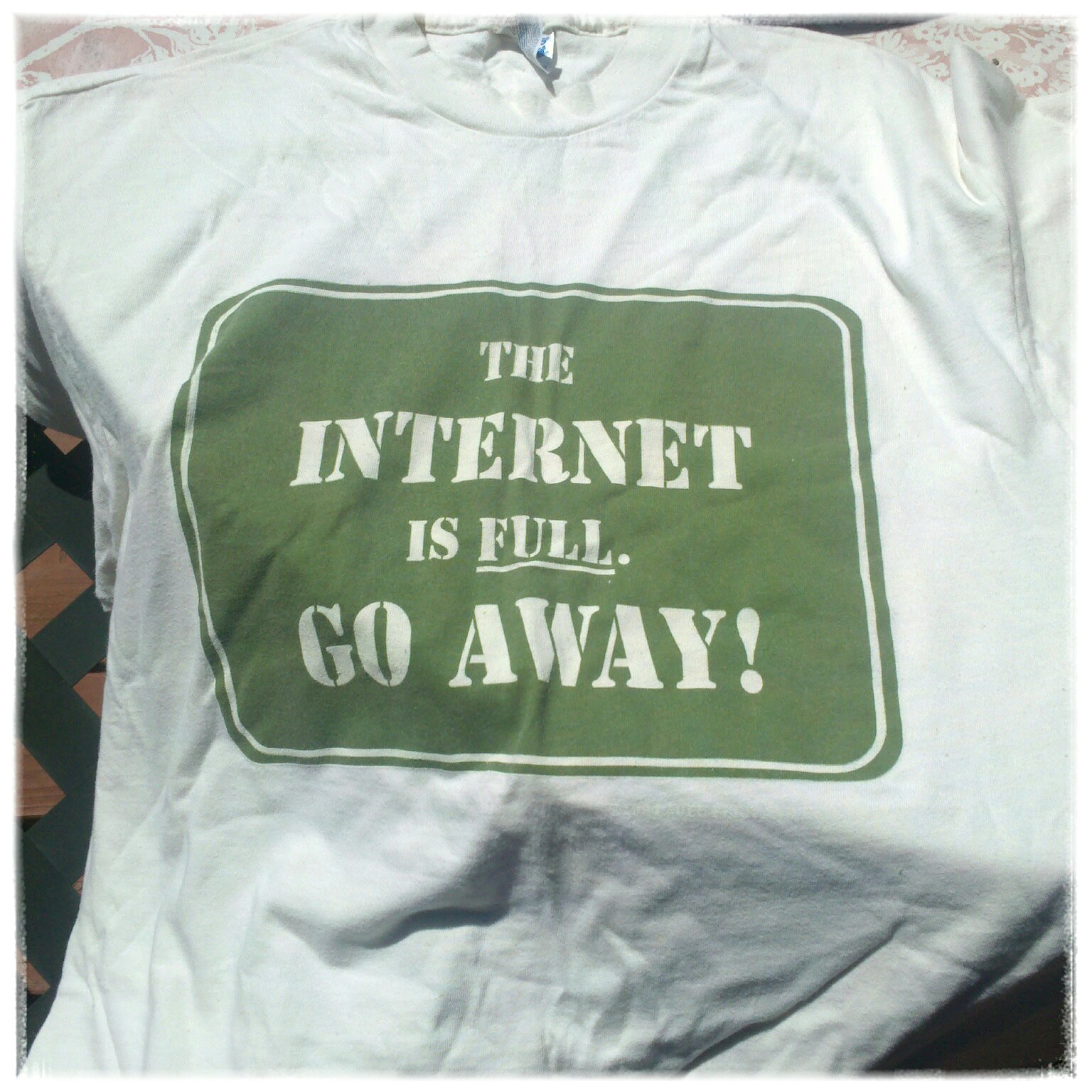
Una T-shirt del 1994 che commemora il Settembre Eterno

Nel 1993 il provider statunitense America On Line iniziò a offrire l'accesso a Usenet alle sue decine di migliaia, poi milioni, di utenti (familiarmente chiamati AOLers).
Secondo i vecchi utenti di Usenet, tali nuovi arrivati non erano in grado di apprendere la netiquette alla stessa maniera delle matricole universitarie.
Ciò si spiega non solo e non tanto con il fatto che AOL non si fosse mai premurata di istruire i suoi utenti sulle abitudini di Usenet, né tantomeno di chiarire che i newsgroup non fossero un servizio offerto dal provider ma una rete preesistente all'arrivo su Internet di tali utenti, quanto piuttosto con il “peso” dell'invasione: laddove l'afflusso delle matricole settembrine era tutto sommato limitato e gestibile, il massiccio arrivo dei newbie di AOL minacciava di vanificare la capacità culturale di Usenet di inculcare i suoi codici sociali.

Il logo di AOL nei primi anni novanta del XX secolo

Da quel giorno la crescente ascesa di popolarità di Internet ha portato a un costante afflusso di nuovi utenti che, dal punto di vista di alcuni dei frequentatori storici (ossia antecedenti al 1993), hanno definitivamente affondato Usenet.
Quindi, per i vecchi utenti pre-1993, Usenet si trova da allora in costante stato “settembrino”, da cui la locuzione settembre eterno, riprendendo un messaggio scritto sul newsgroup alt.folklore.computers nel gennaio 1994 da Dave Fischer il quale, riferendosi all'afflusso di utenti non filtrati dai dipartimenti tecnologici delle università, affermò che «Settembre 1993 entrerà nella storia della Rete come “il settembre che non finì mai”».
Furono persino scritti programmi che visualizzano la data in giorni a partire dal 1º settembre 1993, come se il calcolo del tempo si fosse fermato ad allora: per esempio, l'8 novembre 2004 viene visualizzato come “4086 settembre 1993”.
Un news server, in passato noto come motzarella.org, ha in seguito cambiato il suo nome in eternal-september.org e la data nella sua home page è indicata secondo tale citata notazione.
Quale contromisura per contrastare le conseguenze di un eventuale collasso di Usenet nacque anche Usenet II, al primo simile in struttura e con i gruppi disponibili sotto la gerarchia net.*, aperta solo ai server realmente interessati a propagandarne le discussioni e con regole più restrittive su contenuti e crosspost.
Benché tuttora esistente, Usenet II non ebbe mai il successo sperato.
Il 25 gennaio 2005 AOL annunciò che dal successivo 9 febbraio sarebbe cessata l'offerta di accesso a Usenet, ufficialmente perché utilizzato da pochi clienti.
Gli utenti di Usenet furono dirottati sul servizio Google Groups.
L’Economist suggerisce che, al di là di Usenet, il fenomeno Settembre eterno non sia mai cessato e sia, anzi, ricorrente ogni qual volta una nuova piattaforma o sito di social networking conosca il suo momento di massima diffusione con un aumento esponenziale dei suoi utenti, citando il caso di Instagram, Twitter e Facebook, capaci di calamitare centinaia di milioni di utenze spesso con afflussi massicci in breve tempo.